# Interestatal 70

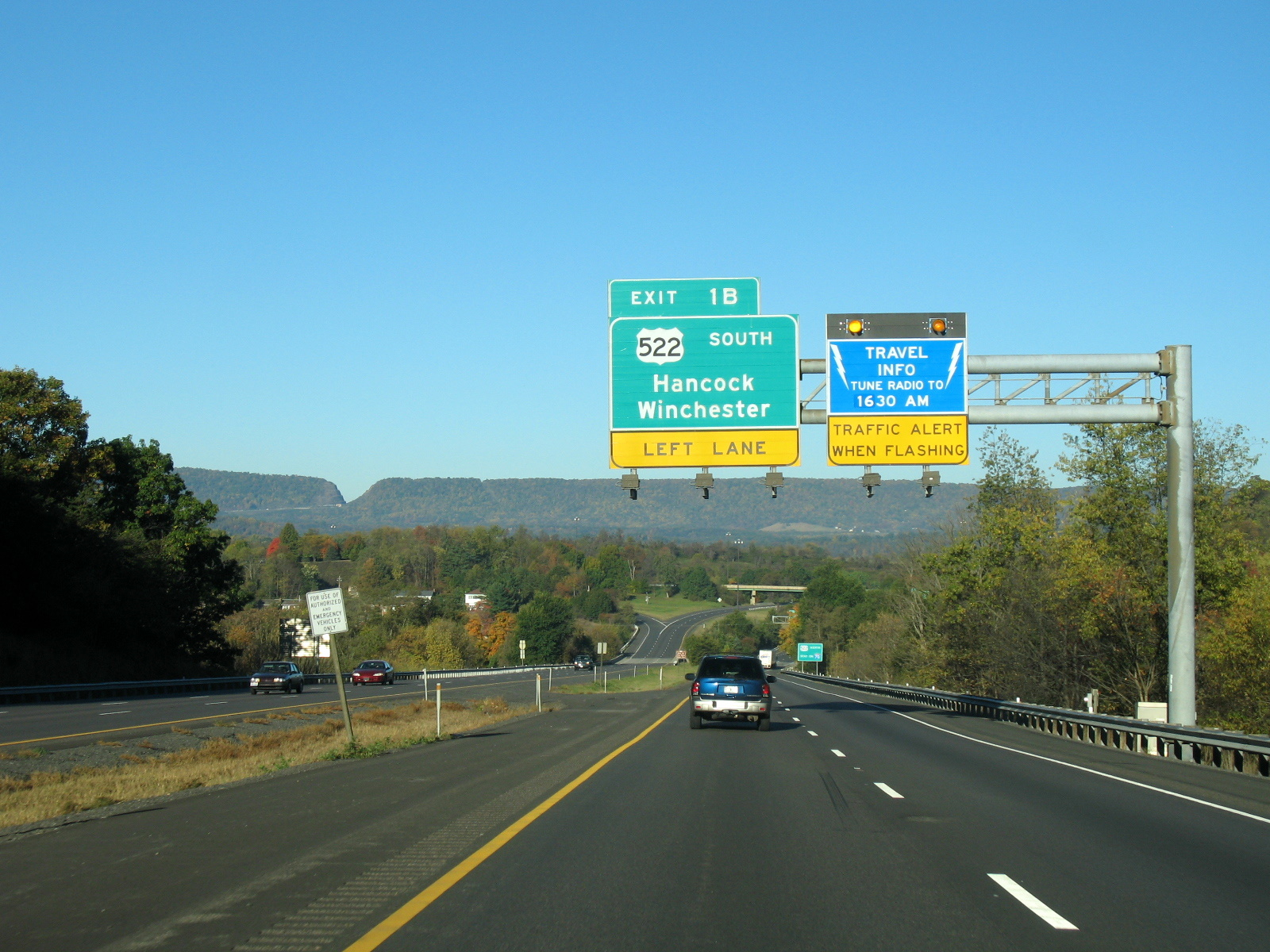
I-70 en Maryland

La Interestatal 70 (abreviada I-70) es una autopista interestatal de trazado este-oeste ubicada en los Estados Unidos. Cruza  los estados de Utah, Colorado, Kansas, Misuri, Illinois, Indiana, Ohio, Virginia Occidental, Pensilvania y Maryland, conectando ciudades tales como Denver, Kansas City, St. Louis, Indianápolis, Columbus y Baltimore. La autopista tiene una longitud de 3497,33 km (2153.13 mi).
La autopista inicia en el oeste desde la Interestatal 15 cerca de Cove Fort, Utah y finaliza en la MD 122 en Baltimore, Maryland. La construcción de la I-70 en Colorado y Utah se considera una maravilla de la ingeniería, la ruta pasa por el túnel Eisenhower, Glenwood Canyon y el San Rafael Swell. El túnel Eisenhower es el punto más alto a lo largo del sistema de autopistas interestatales, con una altura de 3401 m.

## Descripción de la ruta

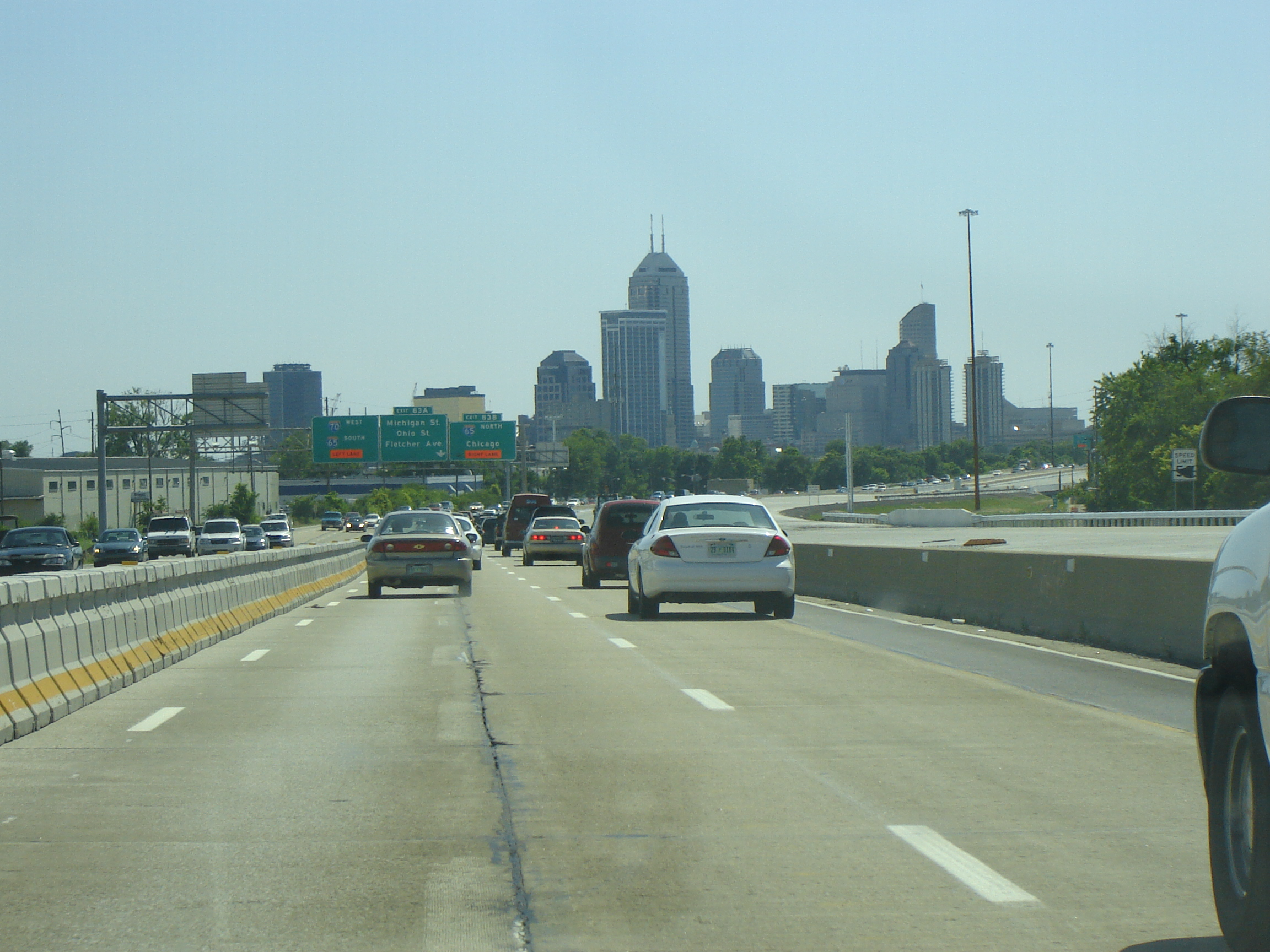
Vista de Indianápolis desde la I-70

### Utah
La Interestatal 70 se inicia en un enlace con la Interestatal 15 cerca de Cove Fort. Dirigiéndose hacia el este, la I-70 atraviesa las cordilleras de Tushar y Pahvant por el Clear Creek Canyon y posteriormente desciende hacia el Sevier Valley, donde comunica con Richfield, la única población de más de unos pocos cientos de habitantes en el tramo de Utah. Tras abandonar el valle en las proximidades de Salina, la I-70 supera el paso de Salina Summit, de 7.923 ft (2.145 m), para seguir avanzando hacia el este a través de la formación geológica conocida como el San Rafael Swell.
Anteriormente a la construcción de la I-70, ninguna carretera pavimentada permitía el acceso al San Rafael Swell, una zona por entonces relativamente desconocida. Desde que este tramo de 108 mi (174 km) se abriera al tráfico en 1970, se convirtió en la sección de Interestatal sin servicios más larga del país y la primera autopista de los EE. UU. construida sobre una ruta completamente nueva desde la apertura de la Alaska Highway. Fue además el tramo de Interestatal más largo abierto al servicio de una vez. Aunque inaugurada en 1970, esta sección no estuvo formalmente completada hasta 1990, cuando un segundo puente de acero que cruzaba el Eagle Canyon fue abierto al tráfico.
Desde la construcción de la I-70, el San Rafael Swell ha sido destacado por su desolación y belleza. El paraje ha sido nominado para convertirse en parque nacional y/o Monumento Nacional en varias ocasiones. De dársele esa protección, se convertiría presumiblemente en la primera vez en que un parque nacional debe su existencia a una autopista interestatal. La mayoría de salidas de la zona comprenden áreas de descanso, zonas de revisión de frenos y rampas de frenado de emergencia, con pocos accesos a otras carreteras.
La I-70 abandona el San Rafael Swell a la altura de Green River. Desde Green River a la línea del estado de Colorado, la I-70 resigue los bordes meridionales de los Book Cliffs.

### Colorado
Entrando desde Utah, la I-70 desciende hacia el Grand Valley, donde se encuentra con el Río Colorado, que guiará a la ruta de la autopista durante buena parte de la vertiente oeste de las Montañas Rocosas. No lejos del límite oeste del estado, la interestatal sirve a los accesos del área urbana de Grand Junction antes de atravesar más terrenos montañosos.
La última sección de la I-70 en completarse fueron las 15 millas (24,1 km) de autopista que hoy cruzan el Glenwood Canyon. Este tramo fue terminado en 1992 y se le considera una obra de ingeniería debido al difícil terreno y poco espacio que ofrece el cañón, que requirió que las curvas fuesen más cerradas que el mínimo permitido por los Estándares para las Autopistas Interestatales. Las obras se retrasaron durante muchos años por los problemas ecológicos que conllevaban. Las dificultades en la construcción de la carretera se acrecentaron por la presencia del Ferrocarril del Oeste de Denver y Río Grande, que ocupaba la ribera sur; y por los numerosos proyectos de construcción que por entonces tuvieron lugar para mantener abierta la ruta US 6, en aquel tiempo la única carretera de la zona que iba de este a oeste. Gran parte de la autopista actual se encuentra elevada sobre el río Colorado. El límite de velocidad de este tramo es de 50 mph (80 km/h) a causa de la visibilidad reducida y las curvas cerradas.
El Túnel Memorial Eisenhower-Johnson, el túnel vehicular más alto de Norteamérica y el más largo construido por el programa de Interestatales, permite el paso de la I-70 bajo la Divisoria continental de América.
Debido al terreno agreste y accidentado de las Montañas Rocosas, la I-70 constituye una de las pocas carreteras que conectan los complejos de esquí de Colorado con Denver.

## Largo de la ruta
| km      | Estado              |  |  |
|         |                     |  |  |
| 373.61  | Utah                |  |  |
| 725.88  | Colorado            |  |  |
| 682.60  | Kansas              |  |  |
| 405.01  | Misuri              |  |  |
| 250.96  | Illinois            |  |  |
| 252.02  | Indiana             |  |  |
| 363.07  | Ohio                |  |  |
| 23.26   | Virginia Occidental |  |  |
| 270.24  | Pensilvania         |  |  |
| 150.67  | Maryland            |  |  |
|         |                     |  |  |
| 3497.31 | Total               |  |  |

## Cruces
La Interestatal 70 es atravesada principalmente por la: 
- I-76 en Arvada, CO
- I-25 en Denver, CO
- I-225 en Aurora, CO
- I-135 cerca de Salina, KS
- I-435 cerca de Bonner Sprins, KS
- I-635 en Kansas City, KS
- I-35 en Kansas City, MO
- I-29 en Kansas City, MO
- I-435 al este de Kansas City, MO
- I-470 en Independence, MO
- I-270 en Champ, MO
- I-170 cerca de St. Louis, MO
- I-55 en St. Louis, MO
- I-44 en St. Louis, MO
- I-64 en East St. Louis, IL
- I-255 al oeste de Collinsville, IL
- I-57 en Effingham, IL
- I-74 al oeste de Indianápolis, IN
- I-65 en Indianápolis, IN
- I-465 al este de Indianápolis, IN
- I-675 en Dayton, OH
- I-675 entre Dayton, OH y Springfield, OH
- I-270 al oeste de Columbus, OH
- I-71 en Columbus, OH
- I-270 al este de Columbus, OH
- I-77 en Cambridge,OH
- I-79 en Washington, PA
- I-76 en New Stanton, PA
- I-99 en Bedford, PA
- I-68 en Hancock, MD
- I-81 en Hagerstown, MD
- I-270 en Frederick, MD
- I-695 cerca de Baltimore, MD